# Пахомово (Кічменгсько-Городецький район)
Пахо́мово (рос. Пахомово) — присілок у складі Кічменгсько-Городецького району Вологодської області, Росія. Входить до складу Єнангського сільського поселення.

## Населення
Населення — 31 особа (2010; 38 у 2002).
Національний склад (станом на 2002 рік):
- росіяни — 97 %